# Abd-al-Aziz ibn al-Hajj Ibrahim ath-Thaminí al-Isjaní
Abd-al-Aziz ibn al-Hajj Ibrahim ath-Thaminí al-Isjaní (Uargla 1717/1718- Banud Isjan al Mzab l'agost del 1808) fou un cèlebre teòleg ibadita.
Va estudiar al Mzab i va compondre una dotzena d'obres de teologia i jurisprudència, la principal de les quals és el Kitab al-Nil wa-shifa al-alil (El Caire 1887/1888). Altres obres són Takmilat al-Nil i Al-Ward al-bassam fi riyad al-ahkam.